# A Parte dos Anjos
A Parte dos Anjos (em inglês:  The Angels' Share) é um filme de comédia dramática britânico de 2012 dirigido por Ken Loach e escrito por Paul Laverty. Estrelado por Paul Brannigan e John Henshaw, venceu o Prêmio do Júri do Festival de Cannes em 2013.

## Elenco
- Paul Brannigan - Robbie
- John Henshaw - Harry
- Gary Maitland - Albert
- Jasmin Riggins - Mo
- William Ruane - Rhino
- Roger Allam - Thaddeus
- David Goodall - Dobie
- Siobhan Reilly - Leonie
- Roderick Cowie - Anthony
- Scott Kyle - Clancy
- Neil Leiper - Sniper
- Gilbert Martin - Matt